# Umweltverträglichkeitsprüfung
Die Umweltverträglichkeitsprüfung (UVP) ist ein umweltpolitisches Instrument der Umweltvorsorge mit dem Ziel, umweltrelevante Vorhaben vor ihrer Zulassung auf mögliche Umweltauswirkungen hin zu überprüfen. In der Regel ist sie beschränkt auf die Überprüfung der Auswirkungen auf die umweltbezogenen Schutzgüter. Ökonomische und soziale Folgen sind kein Bestandteil der UVP. Hierzu existieren weitere Instrumente wie z. B. die Sozialverträglichkeitsprüfung (Social Impact Assessment) oder die Nachhaltigkeitsprüfung (Impact Assessment).
Mittlerweile haben viele Staaten die Umweltverträglichkeitsprüfung in ihr nationales Rechtssystem implementiert; zunehmend spielt sie auch in den sogenannten Entwicklungsländern im Rahmen einer nachhaltigen Entwicklung eine bedeutende Rolle. Auch internationale Institutionen wie z. B. die Weltbank mit ihren „Operational Manuals“ verfügen über ein Instrumentarium zur Umweltfolgenabschätzung, das bei Projekt- und Kreditanfragen regelmäßig zum Einsatz gelangt.
Die UVP ist je nach Land, Institution oder Anwendungsbereich unterschiedlich strukturiert und organisiert. Es hat sich jedoch ein internationaler Standard herausgebildet, der folgende Grundelemente beinhaltet:
- Screening-Prozess zur Ermittlung, ob eine UVP für bestimmte Projekte notwendig erscheint
- Scoping-Prozess zur Festlegung der Untersuchungsinhalte
- Erstellung eines Umweltberichtes (Umweltverträglichkeitsstudie) einschließlich einer Alternativenprüfung
- Öffentlichkeitsbeteiligung (zum Teil mehrfach während der verschiedenen Verfahrensstufen)
- Behördenbeteiligung
- Beteiligung von Trägern öffentlicher Belange (Kommunen, Umweltverbände etc.)
- Entscheidung über die Zulässigkeit unter Berücksichtigung der Ergebnisse aus den Beteiligungsverfahren und dem Umweltbericht

Begleitet werden die Ausführungsvorschriften und sektorbezogenen Leitfäden in der Regel von Positivlisten mit den Projekten, die einer UVP zu unterziehen sind.

## Geschichte
Die erste Normierung einer Umweltverträglichkeitsprüfung wurde 1969 in den USA mit dem National Environmental Policy Act (NEPA, oder U.S.Code, Titel 42, §§ 4331 ff.) vorgenommen. Das dort etablierte Environmental Impact Statement (EIS) muss verfahrensbegleitend für alle größeren Maßnahmen von Bundesbehörden ausgearbeitet und bei der Entscheidungsfindung berücksichtigt werden. Dieses Rechtsinstitut wurde in viele Rechtsordnungen der ganzen Welt übernommen.
Das 1988 verabschiedete, aber nie in Kraft getretene internationale Abkommen Übereinkommen zur Regelung der Tätigkeiten im Zusammenhang mit mineralischen Ressourcen der Antarktis sah eine Umweltverträglichkeitsprüfung für jede mineralische Aktivität vor.
In der Europäischen Union wurde die Umweltverträglichkeitsprüfung durch die Richtlinie 85/337/EWG des Rates vom 27. Juni 1985 über die Umweltverträglichkeitsprüfung bei bestimmten öffentlichen und privaten Projekten eingeführt. Sie sah eine Umsetzungsfrist für die Mitgliedstaaten bis zum 2. Juli 1988 vor. Die UVP-Richtlinie hat mehrfach Änderungen erfahren und trägt aktuell die Bezeichnung Richtlinie 2011/92/EU des Europäischen Parlaments und des Rates vom 13. Dezember 2011 über die Umweltverträglichkeitsprüfung bei bestimmten öffentlichen und privaten Projekten. Von den Mitgliedsstaaten der Union wird die UVP-Richtlinie durch den Erlass eigener Rechtsvorschriften umgesetzt, so in Österreich durch das Umweltverträglichkeitsprüfungsgesetz 2000 (UVP-G 2000) und in der Bundesrepublik Deutschland durch das Gesetz über die Umweltverträglichkeitsprüfung (UVPG) vom 12. Februar 1990 mit Geltung ab 1. August 1990.
Die Europäische Kommission schlug am 26. Oktober 2012 eine Überarbeitung der UVP-Richtlinie vor, die nach Auffassung der Kommission u. a. den Verwaltungsaufwand größerer Projekte erleichtern soll.
In der Schweiz wurde die UVP 1986 durch das Umweltschutzgesetz (USG) eingeführt und 1988 in der Verordnung über die Umweltverträglichkeitsprüfung (UVPV) konkretisiert.

## Ziel und Struktur der UVP in Deutschland
Die UVP ist in der Bundesrepublik Deutschland ein unselbstständiger Teil verwaltungsbehördlicher Verfahren, die der Entscheidung über die Zulässigkeit von Vorhaben, also einzelnen Projekten bestimmten Umfanges (wie etwa dem Bau eines Flughafens oder der Errichtung einer Industrieanlage oder dem Bau einer Fernstraße), dienen. Es sollen dabei die möglichen Umweltauswirkungen des geplanten Vorhabens (und möglicher Alternativen) ermittelt und bewertet werden, damit die so gewonnenen Erkenntnisse in die Entscheidungsfindung über die Zulässigkeit des Vorhabens einfließen können. Bei den untersuchten Umweltauswirkungen handelt es sich um mögliche Beeinträchtigungen folgender Schutzgüter:
- Menschen, insbesondere die menschliche Gesundheit,
- Tiere, Pflanzen und die biologische Vielfalt,
- Fläche, Boden, Wasser, Luft, Klima und Landschaft,
- kulturelles Erbe und sonstige Sachgüter sowie
- die Wechselwirkung zwischen diesen.

Als nicht umweltverträglich wird ein Vorhaben bezeichnet, dessen negative Auswirkungen auf mindestens eines der Schutzgüter erheblich sind. Erheblich ist eine Auswirkung dann, wenn als Folge des Vorhabens ein gesetzlicher Grenzwert überschritten wird oder wenn ein Schutzgut, für das es keinen verbindlichen Grenzwert gibt, quantitativ oder qualitativ schwerwiegend beeinträchtigt wird.
Bei abwägungsdirigierten Zulassungsverfahren ist das Ergebnis der UVP mit in die Abwägung über die Zulassung und Ausgestaltung des Vorhabens einzubeziehen. Allerdings entfaltet die UVP keinerlei unmittelbare materielle Rechtswirkung, das heißt ein Projekt kann durch eine negativ ausfallende UVP nicht automatisch verhindert werden. Bei konditionalen Zulassungsverfahren hingegen, in denen ein Vorhaben bei Vorliegen der gesetzlichen Voraussetzungen ohne Abwägung oder Ermessensspielraum zugelassen werden muss, entfaltet das Ergebnis der UVP entweder gar keine Wirkung oder es führt, wenn das Ergebnis der UVP zugleich bedeutet, dass eine umweltbezogene Voraussetzung nicht vorliegt, zwingend dazu, dass das Vorhaben nicht zugelassen wird.
Rechtliche Grundlage der Umweltverträglichkeitsprüfung (in Deutschland) ist das Gesetz über die Umweltverträglichkeitsprüfung (UVPG). Es enthält unter anderem eine Anlage 1 mit der Liste der UVP-pflichtigen Vorhaben (z. B. Errichtung und Betrieb einer Anlage zur Erzeugung von Strom …), eine Anlage 3 mit den Vorprüfkriterien für nicht klar definierte UVP-pflichtige Vorhaben sowie eine Anlage 5 (Liste SUP-pflichtiger Pläne und Programme (SUP: Strategische Umweltprüfung)) mit den dazugehörigen Vorprüfungskriterien in Anlage 6. Nicht immer ist eine eindeutige Zuordnung von Vorhaben, die in den Anlagen genannt werden, zu den in den Fachgesetzen verwendeten Begriffen möglich (Beispiel: Vorhaben nach Atomrecht), so dass die Genehmigungsbehörde nach ihrer Auffassung das Vorhaben bezüglich seiner UVP-Pflicht einstufen muss.
Grundlage für eine Prüfung auf Umweltverträglichkeit bildet neben den Antragsunterlagen für ein Vorhaben die durch den Antragsteller beziehungsweise – im Regelfall – dessen Gutachter angefertigte Umweltverträglichkeitsuntersuchung (UVU) (= Umweltverträglichkeitsstudie (UVS)).
Die UVU beschreibt nicht nur das Vorhaben einschließlich der technischen Verfahren, sondern erfasst zuerst als Basis der Untersuchung die ökologische Ausgangssituation. Die Bestandsaufnahme der ökologischen Ausgangsdaten für die einzelnen Umweltbereiche bzw. Schutzgüter erfolgt dabei auf Basis der Ergebnisse spezieller Fachgutachten und allgemein zugänglicher Informationen/Daten, die auch von der Behörde zur Verfügung gestellt werden können.
Für Pläne (etwa Bebauungspläne) und Programme existiert in Deutschland (und den anderen Mitgliedstaaten der EU) seit 2004 ein an die UVP angelehntes Prüfungsverfahren, die Umweltprüfung (UP) und die Strategische Umweltprüfung SUP. Hier werden die Umweltauswirkungen von Planungswerken ermittelt und bewertet, um diese dann in die Planungsentscheidung einfließen zu lassen.

## Auswirkung der UVP
Die Umweltverträglichkeitsprüfung hat sich in mehr als 15 Jahren als zentrales umweltpolitisches Instrument in Deutschland und anderen EU-Mitgliedstaaten etabliert. Sie ist Standard-Prüfverfahren für ökologische Folgen umweltrelevanter Projekte, seit 2004 auch für Pläne und Programme. Obwohl es keine Statistiken oder empirisch belastbare Studien über die Anzahl durchgeführter Umweltverträglichkeitsprüfungen in Deutschland gibt, ist davon auszugehen, dass bislang mehrere tausend Verfahren durchgeführt wurden.
Eine wesentliche Auswirkung der UVP-Pflicht ist die Einführung der Null-Variante als Negativ-Option bei Planung und Projektierung sowie ein erhöhter Informationsfluss zu den Bürgerinnen und Bürgern.

## Planungspolitische Aspekte der Umweltverträglichkeitsprüfung

### Deutschland
Abhängig vom ideologischen Hintergrund wurde die rechtliche Verankerung dieser Pflicht in der Bundesrepublik Deutschland unterschiedlich aufgenommen. Die beiden extremen Positionen und die Intention des Gesetzgebers stellen sich wie folgt dar:
- Einerseits erhofft man sich von der UVP insbesondere durch die notwendigen Variantenstudien (Null-Variante) die Erkenntnis, ob ein Projekt überhaupt als notwendig angesehen wird, oder wie ein Projekt abzuändern ist, um einen erhöhten Gesamtnutzen für die Allgemeinheit zu erzielen.
- Für Projektplaner ist die UVP oft nur eine formale Hürde, welche es ohne inhaltlich tief greifende Konsequenzen für das Projekt zu meistern gilt.
- Ziel des Gesetzgebers war es, für ein Projekt zu der als am allgemeinverträglichsten erachteten Art der Ausführung zu gelangen und dabei in Kauf zu nehmen, dass dies zu einem zwingenden Projektverzicht führen kann. Letzteres ist einer der Hauptkritikpunkte der Gegner der UVP, welche diese als Verhinderungsplanung ansehen.

In atomrechtlichen Genehmigungsverfahren liegt eine Überschneidung zwischen der UVP-Richtlinie, die für solche Vorhaben eine UVP vorschreibt, und dem Euratom-Vertrag, der in Art. 37 eine Meldepflicht im Hinblick auf Emissionen (Wasser, Boden, Luft) fordert (z. B. Betrieb und Rückbau eines Kernkraftwerks, Uran-Anreicherung, Endlagerung radioaktiven Abfalls), im Bereich der grenzüberschreitenden Beteiligung von Behörden und Öffentlichkeit vor.

### Österreich
In Österreich geht die Wertigkeit des UVP-Verfahrens als Verfahren mit Bürgerbeteiligung über eine „formale Hürde“ hinaus.
Häufig werden Planungen – mitunter sehr intensiv – abgeändert, um in einer folgenden UVP bestehen zu können. Auch nach Abführung dieses Verfahrens können weitere Änderungen, Ergänzungen oder Optimierungen der Planung durch behördliche Auflagen nötig sein, was in der Praxis auch meist den Regelfall darstellt. Neben den allgemeinen Umweltauswirkung im „Betriebsfall“ (realisierte Planung) wird bei der Beurteilung wesentlich auch die „Bauherstellung“ (Errichtung des geplanten Vorhabens) bewertet.
Vor allem in der Infrastrukturplanung (vor allem Straßenplanung und Bahnplanung) sind Alternativen zum eingereichten Projekt oft sehr detailliert zu untersuchen, darzustellen und zu begründen.